# Aviaenergo
Aviaenergo (russisch: Авиакомпания «Авиаэнерго») war eine russische Charterfluggesellschaft mit Sitz in Moskau und Basis auf dem Flughafen Moskau-Wnukowo.

## Geschichte
Aviaenergo begann mit dem Flugbetrieb am 31. Dezember 1992. Bis 2008 war sie ein Tochterunternehmen des dann aufgelösten Unified Energy System. Mitte 2011 wurde ihr zusammen mit mehreren anderen russischen Fluggesellschaften, die entweder sicherheitstechnische oder wirtschaftliche Kriterien nicht erfüllten, durch die Aufsichtsbehörden die Lizenz entzogen.

## Flotte
Mit Stand November 2011 bestand die Flotte der Aviaenergo aus zwei Flugzeugen:
- 1 Iljuschin Il-62M (abgestellt)
- 1 Tupolew Tu-134A